# Барон Холланд

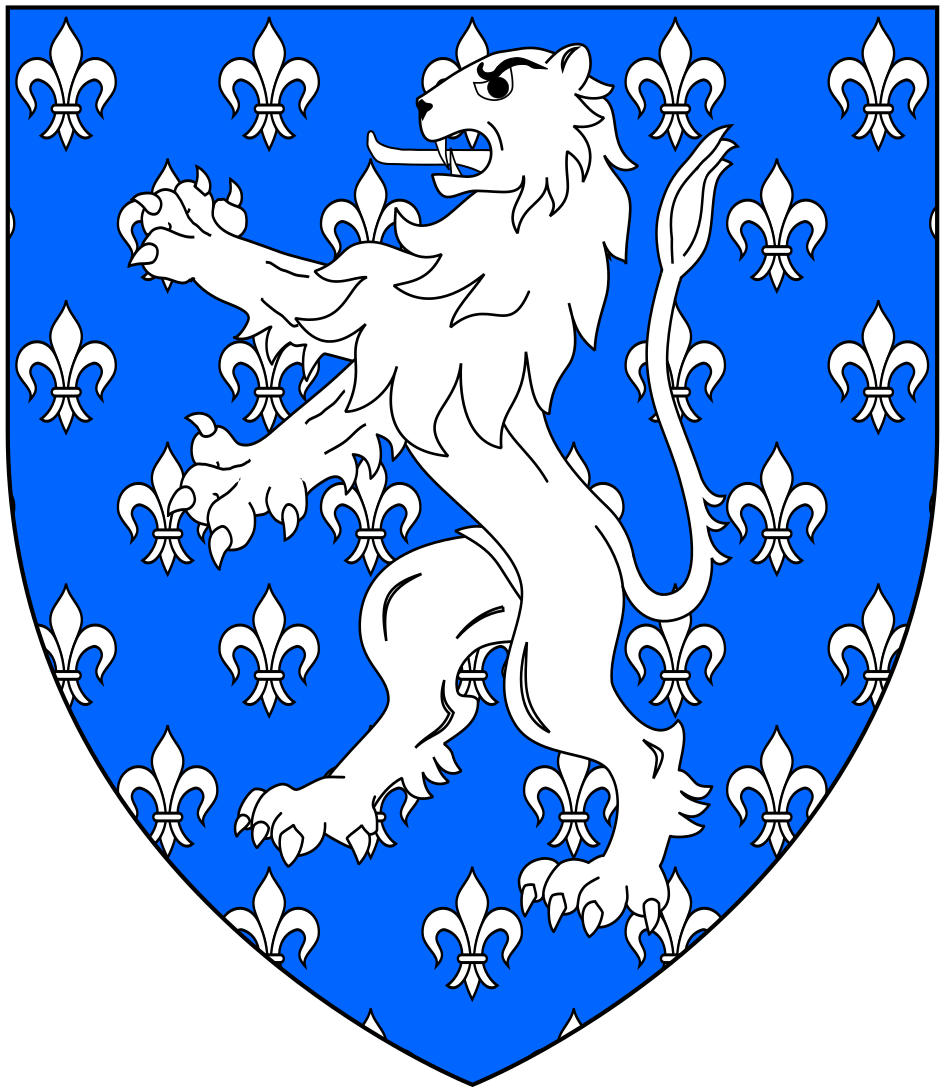
Герб Холландов, баронов Холанд

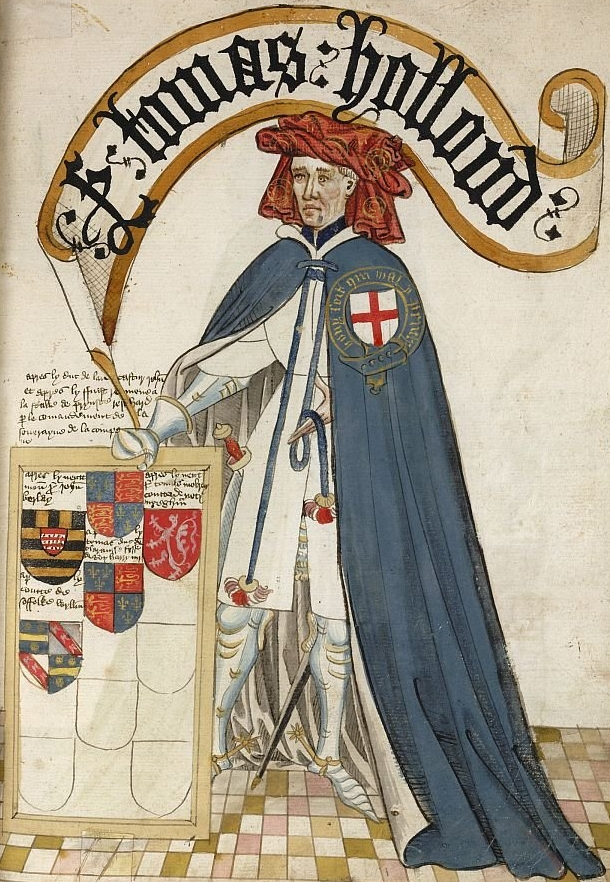
Томас Холланд, 1-й граф Кент, 1-й барон Холанд (1314—1360)

Герб Томаса Холланда, 2-го графа Кента и 2-го барона Холанда (1350—1397)

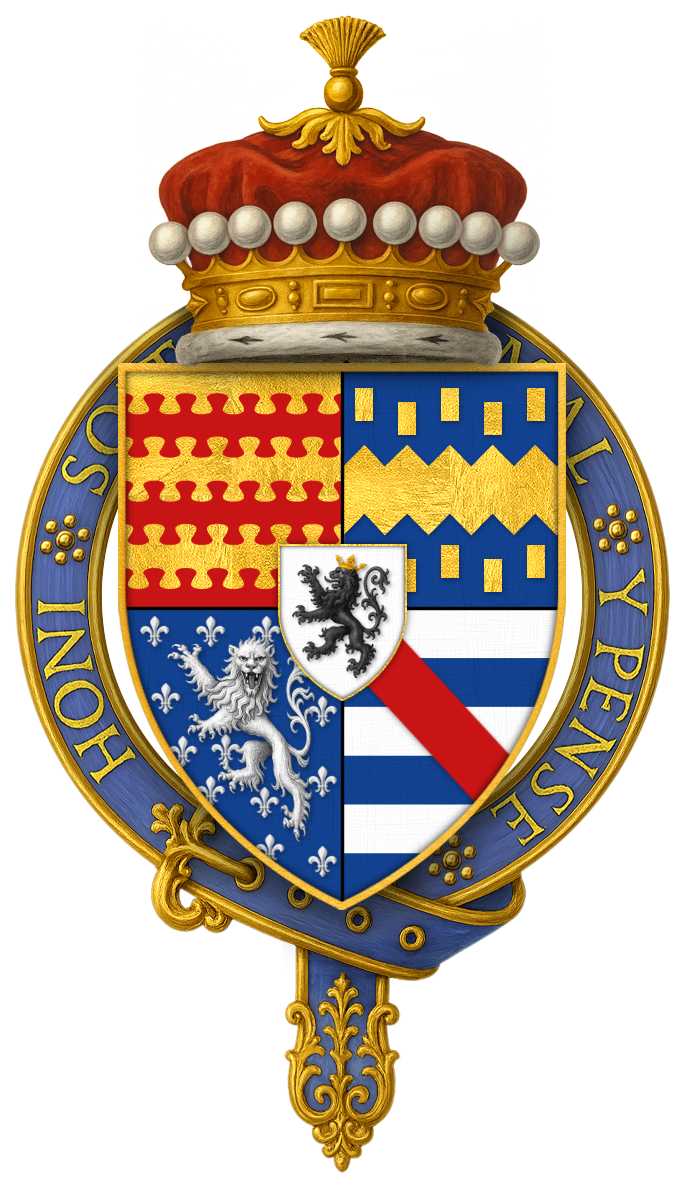
Герб сэра Фрэнсиса Ловелла, 1-го виконта Ловелла

Барон Холанд (англ. Baron Holand) — старинный баронский титул в системе Пэрства Англии. Он был создан дважды, в 1314 и 1353 годах.

## История
Впервые баронский титул был создан 29 июля 1314 года для Роберта де Холланда (1290—1328), который был вызван в парламент в качестве лорда Холланда. Ему наследовали старший сын Роберт (1312—1373), затем внучка Матильда (1356—1423), жена Джона Ловела, 5-го барона Ловела (ок. 1344 — 1408). После смерти Матильды баронский титул унаследовал её внук Уильям Ловел (1397—1454).
После смерти Уильяма в 1454 году титул перешел к его старшему сыну, Джону (1432—1465). Ему наследовал старший сын, Фрэнсис (1465—1487), ставший ближайшим другом и сторонником герцога Глостерского, а затем короля Англии Ричарда III. В 1483 году он получил титул виконта Ловела. В 1485 году, после разгрома и гибели Ричарда III в при Босворте, Ловел бежал с поля боя. В 1486 году он пытался поднять восстание в Йоркшире против короля-победителя Генриха VII, после неудачи укрылся во Фландрии. В 1487 году Ловел поддержал восстание самозванца Ламберта Симнела. После разгрома в битве при Стоук-Филд он бежал с поля сражения и пропал.
15 июля 1353 года баронский титул был создан для Томаса Холланда, 1-го барона Холланда (1314—1360), второго сына Роберта Холланда, 1-го барона Холланда, и Мод де Ла Зуш. В 1360 году он получил титул 1-го графа Кента. Томас был женат с 1347 года на Джоан «Прекрасной Деве Кента» (1328—1385), 4-й графине Кентской, дочери Эдмунда Вудстока, 1-го графа Кента, и внучке короля Англии Эдуарда I. Ему наследовал старший сын Томас, 2-й граф Кент и 2-й барон Холанд (1350—1397). Его сменил его старший сын, Томас Холланд, 3-й граф Кент и 3-й барон Холланд (ок. 1374 — 1400), который в 1397 году получил титул герцога Суррея. Ему наследовал его младший брат, Эдмунд Холланд, 4-й граф Кент и 4-й барон Холанд (1383—1408), четвертый сын 2-го графа Кента, погибший в 1408 году во время военной экспедиции в Бретань.

## Бароны Холланд, первая креация (1314)
- Роберт де Холланд, 1-й барон Холланд (1290 — 7 октября 1328), сын сэра Роберта де Холланда;
- Роберт де Холланд, 2-й барон Холланд (1312 — 16 марта 1373), сын предыдущего;
- Матильда Ловел, 3-я баронесса Холланд (1356—1423), внучка предыдущего, жена Джона Ловела, 5-го барона Ловела (ок. 1344  — 1408);
- Уильям Ловел, 4-й барон Холланд и 7-й барон Ловелл (1397 — 13 июня 1454), старший сын Джона Ловела, 6-го барона Ловела (1378—1414), внук Матильды;
- Джон Ловелл, 5-й барон Холланд и 8-й барон Ловел (1432 — 9 января 1465), старший сын предыдущего;
- Фрэнсис Ловел, 6-й барон Холанд, 9-й барон Ловел и 1-й виконт Ловел (1465—1487), старший сын предыдущего.

## Бароны Холланд, вторая креация (1353)
- Томас де Холланд, 1-й барон Холланд, 1-й граф Кент (1314 — 28 декабря 1360), второй 2-й сын Роберта Холланда, 1-го барона Холланда, и Мод де Ла Зуш;
- Томас де Холланд, 2-й барон Холланд, 2-й граф Кент (ок. 1350 — 25 апреля 1397), старший сын предыдущего;
- Томас де Холланд, 3-й барон Холланд, 3-й граф Кент и 1-й герцог Суррей (ок. 1374 — 7/8 января 1400), старший сын предыдущего;
- Эдмунд де Холланд, 4-й барон Холланд, 4-й граф Кент (6 января 1383 — 15 сентября 1408), четвёртый сын Томаса Холланда, 2-го графа Кента, младший брат предыдущего.